# Station Cordemais
Station Cordemais is een spoorwegstation in de Franse gemeente Cordemais.